# Virtuelles Klassenzimmer
Ein virtuelles Klassenzimmer ist eine Softwarekomponente, die für synchrones E-Learning (wie etwa bei Webinaren) eingesetzt wird. Ein virtuelles Klassenzimmer bündelt in der Regel mehrere Werkzeuge, wie Audio-Konferenz, Text-Chat, interaktives Whiteboard oder Application Sharing.
Was genau im virtuellen Klassenzimmer passiert, kann sehr unterschiedlich aussehen. So kann ein virtuelles Klassenzimmer für das Gruppenlernen oder auch für synchrone Online-Vorträge verwendet werden. Um an einer solchen Lehrveranstaltung teilzunehmen, benötigt man meist einen Computer mit Zugang zum Internet und einen Kopfhörer mit Mikrofon.
Nicht zu verwechseln ist der Begriff mit dem „virtual classroom“, der sich ursprünglich auf asynchrone E-Learning-Szenarien bezog.

## Lernarten im Virtuellen Klassenzimmer

### Synchroner Unterricht
Der synchrone Unterricht, auch Live E-Learning genannt, bedeutet, dass alle durch das Internet verbundenen Kursteilnehmer zur selben Zeit vor dem Computer sitzen und zusammen lernen. Grundlage ist ein virtueller Raum, in dem alle Teilnehmer zur gleichen Zeit das Gleiche hören, sehen und erleben, genau wie in einem realen Raum. Sie befinden sich also am selben (virtuellen) Ort. Dabei steht jedoch nicht die körperliche, sondern die virtuelle Anwesenheit im Mittelpunkt. Die Lernenden können direkt miteinander kommunizieren und auch Dateien austauschen. Zu diesem Zweck benutzen sie diverse Medien, worauf näher im Punkt Kooperationsmedien eingegangen wird. Der Live-Online-Kurs wird im Prinzip von einem Dozenten geführt, der für alle Teilnehmer in Bild und Ton präsent ist. Abhängig von der Software-Architektur ist sowohl eine allgemeine als auch eine private Rückmeldung möglich. Dabei kann der Dozent die jeweilige Befindlichkeit der Lernenden beobachten. Eine Rückmeldung wäre z. B. eine Frage über die Lehrgeschwindigkeit. Die Teilnehmer können sich beispielsweise mit Antworten wie „schneller“, „optimal“, „langsamer“ oder „bitte wiederholen“ äußern. Diese Äußerungen werden meistens als allgemeine Kuchen- oder Balkendiagramme dargestellt. Wird das Diagramm dem Dozenten angezeigt, kann er entsprechende Maßnahmen ergreifen.

#### Unterrichtsmodelle
Beim synchronen Unterricht kann man zwischen zwei Unterrichtsmodellen unterscheiden, und zwar: das Peer-to-Peer- und das Studiomodell.
- Peer-to-Peer

Das Peer-to-Peer-Modell zeichnet sich dadurch aus, dass Dozent und Student über identische Rechte verfügen. Als Kursleiter behält der Dozent, parametergesteuert, seine Vorrechte, wie z. B. die Worterteilung oder die Mediennavigation.
- Studiomodell

Beim Studiomodell arbeitet der Dozent mit einer speziellen Software, während es für die Lernenden eine andere, oft funktionsbeschränktere, gibt.
Je nach Kursart und -gestaltung lassen sich die beiden Modelle passend anwenden. Sie unterscheiden sich wesentlich in der Offenheit, die sie herstellen. Das Peer-to-Peer-Modell erlaubt einen lebendigeren Unterricht. Das Studiomodell ist eher auf den Frontalunterricht ausgerichtet, weil dabei die Möglichkeiten zur Interaktion zwischen Lehrenden und Lernenden verringert werden.

#### Moderationsmodi
Damit der Unterricht im virtuellen Klassenzimmer abwechslungsreicher und der Lernprozess effektiver wird, soll die dafür verwendete Software über unterschiedliche Moderationsmodi verfügen:
- Dozentengeführter Modus

Der Kursleiter (Dozent bzw. Moderator) erteilt das Wort und nimmt es auch zurück. Dieses Vorgehen eignet sich für größere Gruppen. Hier ist die Funktion virtuelles Handheben zu erwähnen. Ein Student kann sich dadurch zu Wort melden, und solange der Dozent das in der Teilnehmerliste sieht, kann er sich entscheiden, ob er dem Studenten das Wort erteilen will.
- Offene Diskussion

Jeder Student im virtuellen Klassenzimmer hat die Möglichkeit, zu beliebiger Zeit das Wort durch Mausklick zu ergreifen. Passend eher für kleinere Gruppen.
- Arbeitsgruppen

Die Teilnehmer werden in kleinere Arbeitsgruppen (wie in normalen Präsenzkursen) aufgeteilt, wobei die offene Diskussion notwendig ist.
- Co-Moderatoren

Hier ist die Einbeziehung weiterer Trainer bzw. Tutoren oder Fachspezialisten in dem Kurs gemeint. Wenn z. B. für ein Thema mehr praktische Beispiele zur Erläuterung von Theoriewissen benötigt werden, dann kann auch ein räumlich weit entfernter Fachmann die Rolle des Dozenten für eine Unterrichtsstunde übernehmen. Es soll also die Möglichkeit bestehen, Co-Moderatoren mit ähnlichen Rechten und Privilegien wie Dozenten zuzulassen.

### Kommunikationsmedien
Chat
Per Chat können die Kursteilnehmer, textbasiert, direkt miteinander kommunizieren. Das Chat-Programm kann in der Software integriert sein oder separat funktionieren. Im ersten Fall kann der Dozent den öffentlichen Chat beobachten und verwalten (wenn nötig, auch abstellen). Der private Chat zwischen Dozent und Student kann zum Fragenstellen oder zu Äußerungen dienen, wobei die Vertraulichkeit erhalten bleibt.
Video- und Audiokonferenz
Diese beiden Kommunikationsmedien machen die Interaktion zwischen den Lernenden lebendiger und dynamischer. Die Kursteilnehmer fühlen sich besser miteinbezogen in den Lernprozess. Audio-Konferenz-Systeme lassen sich mit dem Application-Sharing verbinden oder unterteilen, damit gemeinsam an einem Dokument gearbeitet werden kann, während man darüber diskutiert. Zur Videokonferenz braucht man ein WebCam (Videokamera am Computer), die das Bild aufnehmen kann. Häufig stellt die Videokonferenz aber eine größere Anforderung an die Bandbreite der Verbindung. Auch eine WLAN-Verbindung kann sich ungünstig auswirken.
E-Mail
Die E-Mails eignen sich für asynchrone Kommunikation, sowohl zwischen den Kursteilnehmern untereinander als auch zwischen den Kursteilnehmern und den Dozenten bzw. Tutoren. Sie werden oft zu persönlichen Befragungen und Feedback und auch zur Aufgabenabgabe benutzt. Ihre Funktionen sind ähnlich dem Chat, die Interaktion verläuft jedoch zeitunabhängig. E-Mail ist aber kein typisches Kennzeichen von virtuellen Klassenzimmern.
Newsgroups
Des Weiteren gibt es auch speziell zum jeweiligen Kurs eingerichtete Foren, wo sich die Teilnehmer Meinungen, Informationen, zusätzliche Aufgaben usw. austauschen können. Diese Kommunikationsart wird auch zeitasynchron genutzt. Auch dies ist kein zentrales Element eines Virtuellen Klassenzimmers, sondern eine hilfreiche Ergänzung.

### Kooperationsmedien
Application-Sharing
Das ist ein häufig eingesetztes Werkzeug in virtuellen Klassenzimmern. Es bietet gemeinsam mit einer Audio-Konferenz die zentrale Kommunikationsgrundlage im virtuellen Klassenzimmer. Application-Sharing bedeutet, dass die Bedienoberfläche eines Programms oder auch des kompletten Desktops eines PCs auf allen beteiligten PCs gemeinsam dargestellt wird. Das bedeutet in der Regel, dass alle Ausgaben der „geteilten Applikation“ (mindestens die visuellen, manchmal auch Audio oder andere Medien betreffend) auf allen PCs gleichzeitig wiedergegeben werden und dass in der Regel einer der PCs (manchmal auch alle gleichzeitig) die Eingaben der „geteilten Applikation“ (in der Regel über Tastatur und Maus) übernimmt. Mit Hilfe des Application-Sharing ist es möglich, dass der Dozent und die Unterrichtsteilnehmer gleichzeitig mit ein und derselben Applikation arbeiten können, wobei es möglich ist, Handhabungen direkt der gesamten Klasse zu demonstrieren.
Das Application-Sharing erfüllt mehrere Funktionen:
- Virtueller Beamer für Moderator oder Teilnehmer
- Gemeinsames Arbeiten an Dokumenten/Programmen sei es das eines Moderators oder eines Teilnehmers. Remote-Bedienung von Maus und Tastatur.

Formen des Sharing:
- Application-Sharing: genau eine bestimmte Application wird genutzt.
- Desktop Sharing: Der gesamte Desktop wird genutzt.
- Bereich Sharing: Nur der Teil des Bildschirms, der sich in einem veränderbaren Rechteckfenster befindet, wird übertragen.

Man unterscheidet zwischen:
- Normalem Sharing, d. h. durch den jeweiligen PC Nutzer, sei er Moderator oder Teilnehmer wird das Sharing gestartet.
- Remote Sharing: Der Moderator fordert Remote ein Sharing auf einem Teilnehmer PC an. Hier müssen spezielle Sicherheitsmechanismen vorgesehen sein, um den Schutz der Daten des Teilnehmer-PCs zu gewährleisten.

Whiteboard
Das interaktive Whiteboard vereint in sich die herkömmliche Tafel und die Flipchart auf digitaler Basis. Features wie Pointer, Marker oder verschiedene geometrische Symbole (Ellipsen, Rechtecken usw.) werden zur Entwicklung verschiedener Planungstechniken oder zur Anwendung von Brainstorming genutzt. Es ist das Äquivalent zur Arbeit an einer Tafel oder einer Moderationswand in einem realen Klassenzimmer.
Virtueller Overheadprojektor
Im Prinzip versteht man unter einem virtuellen Overheadprojektor die Software, die zur Anfertigung und zum Ansehen von Bildschirmpräsentationen dienen. Je nach virtuellem Klassenzimmer können die Präsentationen in unterschiedlichen Formaten vorliegen. Typisch sind PDF- oder PowerPoint-Dateien.
Virtueller Videoprojektor
Beim Einbeziehen von Videoelementen als Lehrmittel, nicht jedoch als Webcam zur Darstellung der Teilnehmer, müssen zwei Situationen unterschieden werden:
- Video als Konserve von einem Streaming Server
- Live Video als Lehrmittel (z. B. in der Medizin und im Maschinenbau) direkt von einer Live-Kamera

In beiden Fällen ist zu bedenken, dass der Einsatz von Videos die benötigte Bandbreite erhöht. Ebenfalls relevant für die Bandbreite sind die Zahl der Bilder pro Sekunde, die Farbtiefe und die Bildgröße. Live Video benötigt außerdem spezielle Hardware (Rendering) auf der Seite des Moderators.
Der jeweilige Videoplayer (Windows Mediaplayer, Flash, ..) muss durch den Moderator via der Virtual Classroom Software synchron gestartet werden können.
Dadurch können Beispiele für reine Theorie angeführt oder auch bessere Erklärungen schwierig vorstellbarer mechanischer Vorläufe geschaffen werden.

## Anwendungsfelder von virtuellen Klassenzimmern
- an Universitäten,
- bei der Kooperation zwischen räumlich verteilten Universitäten;
- in der beruflichen Weiterbildung (am Arbeitsplatz);[1]
- Training und Ausbildung in verteilten Organisationen/Netzen insbesondere Vertrieb, Freiberufler (Gesundheitswesen, Steuerberater, Juristen) etc.
- für die individuelle Nachhilfe von Kindern und Jugendlichen.
- Im Fremdsprachentraining

## Erfolgsfaktoren
Um das webbasierte Training vor allem in der Erwachsenenbildung zum Erfolg zu führen, sollten folgende Kriterien erfüllt sein:
- Einfache Installation und Bedienung der Software
- Auf das virtuelle Training abgestimmtes Trainingskonzept und Lehrmaterial
- Gut trainierte Lehrkräfte
- Motivierende, praxisorientierte Übungen und viel Beteiligungsmöglichkeit für die Teilnehmer

### Gestaltungshinweise zum Aufbau eines erfolgreichen Designs
- Abwechslungsreicher Inhalt   Der Kurs sollte möglichst multimedial aufgebaut sein und die zahlreich zur Verfügung stehenden Möglichkeiten des Internets nutzen. Dadurch kann die Nutzungshäufigkeit erhöht werden. Außerdem empfinden die Lernenden die multimediale Aufbereitung als hilfreich beim Lernprozess.
- Unterhaltungsfaktor  Der Lernprozess wird insbesondere durch den Einsatz von kreativen Unterrichtansätzen, wie Rätseln und Spielen, bereichert und so gesteigert.
- Unmittelbares Feedback  Beim Aufbau des Systems sollte besonders darauf geachtet werden, direktes Feedback zu ermöglichen. So können Fehler direkt korrigiert werden und Verständnisschwierigkeiten überwunden werden.
- Förderung der Interaktion

Der Dozent sollte stets dazu anregen, z. B. mittels Online-Foren über die behandelten Themen zu diskutieren und so ein Gemeinschaftsgefühl zu erzeugen.